# Алланіязов Бердах Бауетдинович
Бердах Бауетдинович Алланіязов (узб. Berdax Allaniyazov, нар. 28 вересня 1965) — радянський та узбецький футболіст каракалпацького походження, що грав на позиції воротаря. Відомий виступами за низку футбольних клубів Узбекистану, а насамперед за національну збірну Узбекистану, у складі якої став переможцем Азійських ігор 1994 року.

## Клубна кар'єра
Бердах Алланіязов розпочав виступи на футбольних полях у 1981 році в команді другої ліги «Амудар'я» з Нукуса. У 1982—1983 роках Алланіязов захищав ворота клубу «Автомобіліст» з Намангана. У 1987 році Бердах Алланіязов виступав за друголіговий «Шахтар» з Ангрена, далі захищав ворота друголігових клубів «Янгієр» і «Єшлик». У 1990 році Алланіязов повернувся до клубу з Нукуса, який на той час перейменували в «Арал». Перші два роки перебування в команді Алланіязов грав у другій лізі, а після розпаду СРСР і проголошення незалежності Узбекистану він грав за нукуську команду вже у вищій лізі чемпіонату Узбекистану аж до 1994 року. Пізніше, у 1997—1998 роках, Бердах Алланіязов грав за вищоліговий клуб «Хорезм», а останнім його професійним клубом став нукуський клуб «Турон».

## Виступи за збірну
Бердах Алланіязов дебютував у національній збірній Узбекистану 23 серпня 1992 року в матчі зі збірною Киргизстану. У 1994 році Алланіязова включили до складу збірної для участі у Азійських іграх 1994 року в Японії. Хоча АФК цього року вирішила, що у складі збірних мають бути гравці лише віком до 23 років, проте практично всі команди приїхали на цей турнір у найсильніших складах. Бердах Алланіязов розпочав турнір як основний воротар, проте після не зовсім вдалого проведеного матчу зі збірною Таїланду, у якому, хоча й узбецька команда виграла 5-4, проте воротар пропустив аж 4 м'ячі, його замінив Юрій Шейкін. Пізніше узбецька збірна дійшла до фіналу, та здобула перемогу на Азійських іграх.

## Нагороди
У 1994 році після перемоги у складі команди на Азійських іграх Бердах Алланіязов разом із іншими переможцями ігор та їх тренерами був нагороджений державною нагородою Республіки Узбекистан — медаллю «Шухрат».

## Після завершення виступів
За повідомленнями засобів масової інформації, Бердах Алланіязов після завершення виступів перебрався до Татарстану, де володіє фірмою з продажу автозапчастин.

## Титули і досягнення
Збірна Узбекистану
- Азійські ігри:

- : 1994